# Мария Людовика Моденская
Мария Людовика Моденская, также известная как Мария Людовика Австрийско-Эстская (нем. Maria Ludovika Beatrix von Modena; 14 декабря 1787, Монца — 7 апреля 1816, Верона, Венеция) — дочь эрцгерцога Фердинанда Австрийско-Эстского и его жены Марии Беатриче Риччарды д’Эсте. Она принадлежала к дому Австрия-Эсте, ветви Габсбурго-Лотарингского Дома.

## Биография
Мария Людовика и её семья бежали из Италии в Австрию когда Северная Италия была захвачена Наполеоном в 1796 году. Это вызвало её враждебность к Наполеону. В Австрии император влюбился в неё во время его визита к её матери.
6 января 1808 года она вышла замуж за своего кузена Франца II, императора Австрии, короля Венгрии и Богемии. У них не было детей. Она была большим врагом французского императора Наполеона и поэтому была в оппозиции австрийскому министру иностранных дел Меттерниху. Французы выражали протест против брака из-за её политических взглядов. Меттерних показал её частную переписку с её родственниками её мужу, императору Францу II, с целью дискредитировать её. Она поддержала войну против наполеоновской Франции в 1808 году. С этого года её здоровье начало ухудшаться. Она была против брака Наполеона с Марией Луизой в 1809 году. В 1812 году она стала вынужденным гостем в собрании германских монархов приглашенных Наполеоном чтобы отпраздновать его войну с Россией.
Она была «хозяйкой» венского конгресса в 1815 году. Когда Наполеон был окончательно разгромлен она отправилась в путешествие в конце 1815 на свою родину, северную Италию, но вскоре умерла от туберкулеза. Ей было всего 28 лет.
Похоронена в Императорском склепе в Вене.
В честь Марии Людовики была названа военная академия «Людовика» (высшее военное учебное заведение Венгрии до 1945 года).

## Образ в кино
- «Так закончилась любовь[нем.]» (Германия, 1934) — актриса Роуз Стрэднер[нем.]